# Unabhängiger Historikerverband
Die Ost-Berliner Historiker Stefan Wolle und Armin Mitter gründeten führend im Januar 1990 noch in der DDR den Unabhängigen Historikerverband (UHV), der als eingetragener Verein ab 21. April 1990 bestand, um sich gegen die tonangebenden Historiker der DDR, vor allem in der Historiker-Gesellschaft der DDR unter dem Vorsitz von Heinrich Scheel, bei der Akademie der Wissenschaften der DDR und an der Humboldt-Universität zu Berlin zu wenden.
„Auf dem Gebiet der Geisteswissenschaften herrscht eine erschreckende Situation. Jahrzehntelang erstickte ein ungenießbarer Brei aus Lüge und Halbwahrheit jede freie geistige Regung. Scholastische Albernheiten und abgestandene Gemeinplätze wurden als ,einzige wissenschaftliche Weltanschauung‘ ausgegeben. Pseudowissenschaftler schwangen sich auf den Richterstuhl marxistischer Allwissenheit und diffamierten in dümmlicher Arroganz ganze Epochen der modernen Geistesgeschichte. Während man sich über die Bücherverbrennungen der Nazis moralisch entrüstete, fand in der DDR 40 Jahre lang eine ‚kalte Bücherverbrennung‘ viel größeren Ausmaßes statt. Wichtige Werke der Vergangenheit und Gegenwart verschwanden hinter den Panzertüren von Giftschränken und Speziallesesälen. Wie eine tödliche Krankheit legten sich Provinzialismus und eine oft bis ins Lächerliche gehende fachliche Inkompetenz über die sogenannten Gesellschaftswissenschaften. Philosophie, Soziologie, selbst Kunst- und Literaturwissenschaft wurden zu Bestätigungsinstanzen der SED-Beschlüsse. Das traurigste Los aber traf die Geschichtswissenschaft.“ (Aus der Einladung zum 21. April 1990, zitiert nach Winfried Schulze: Das traurigste Los aber traf die Geschichtswissenschaft.)
Auf dem Deutschen Historikertag im September 1990 in Bochum ging Mitter öffentlich mit den etablierten Historikern der DDR hart ins Gericht („kalte Bücherverbrennung“). Im November 1990 stießen bei einer öffentlichen Veranstaltung an der Berliner Humboldt-Universität die Täter der Relegationen aus politischen Gründen und die relegierten Studierenden bzw. Mitarbeiter bis aus den 1960er Jahren aufeinander. Bereits im März 1990 konnte eine erste Publikation mit erbeuteten Stasi-Akten erscheinen: Ich liebe euch doch alle! (BasisDruck Berlin 1990). Sie wurde in wenigen Wochen 250.000 mal verkauft, weil erstmals der Geheimdienst durchleuchtet wurde. Weitere Mitglieder neben Wolle und Mitter waren unter anderem Isolde Stark, Rainer Eckert, Ilko-Sascha Kowalczuk, Andreas Graf, Wolfram Brandes, Bernd Florath und Gerd Dietrich. Bis Mitte der 1990er Jahre hat der UHV immer wieder breit rezipierte öffentliche historische Debatten über den Umgang mit der DDR-Geschichte und den personellen Altlasten angestoßen. Mit der Konsolidierung der historischen Lehre und Forschung in Ostdeutschland verlor der Verband seine Bedeutung.

## Publikationen
- Armin Mitter/Stefan Wolle (Hg.): Ich liebe Euch doch alle! Befehle und Lageberichte des MfS, Januar – November 1989. BasisDruck, Berlin 1990, ISBN 3-86163-001-X.
- Rainer Eckert, Ilko-Sascha Kowalczuk, Isolde Stark (Hrsg.): Hure oder Muse? Klio in der DDR. Dokumente und Materialien des Unabhängigen Historiker-Verbandes. Berlin 1994. ISBN 978-3-929666-13-7.
- Rainer Eckert, Ilko-Sascha Kowalczuk, Ulrike Poppe (Hrsg.): Wer schreibt die DDR-Geschichte? Ein Historikerstreit um Stellen, Strukturen, Finanzen und Deutungskompetenz. Tagung vom 18. bis 20. März 1994 in Zusammenarbeit mit dem Unabhängigen Historikerverband in Adam-von-Trott-Haus in Berlin-Wannsee, Berlin 1995.